# Dichodon
Dichodon (Bartl. ex Rchb.) Rchb. – rodzaj roślin z rodziny goździkowatych, tradycyjnie wyróżniany do początków XXI wieku zwykle jako podrodzaj w rodzaju rogownica Cerastium. Obejmuje ok. 16 gatunków, ale status wielu jest niepewny. Zweryfikowanych i zaakceptowanych gatunków jest 5. Rośliny te występują w strefie arktycznej Ameryki Północnej i Eurazji oraz w klimacie umiarkowanym Europy i Azji, sięgając na południu po północno-zachodnie krańce Afryki (Maroko) oraz Iran i Pakistan w Azji. Dwa gatunki z tego rodzaju występują w Polsce – rogownica lepka D. viscidum i rogownica trójszyjkowa D. cerastoides (w polskim piśmiennictwie tradycyjnie włączane są do rodzaju Cerastium).

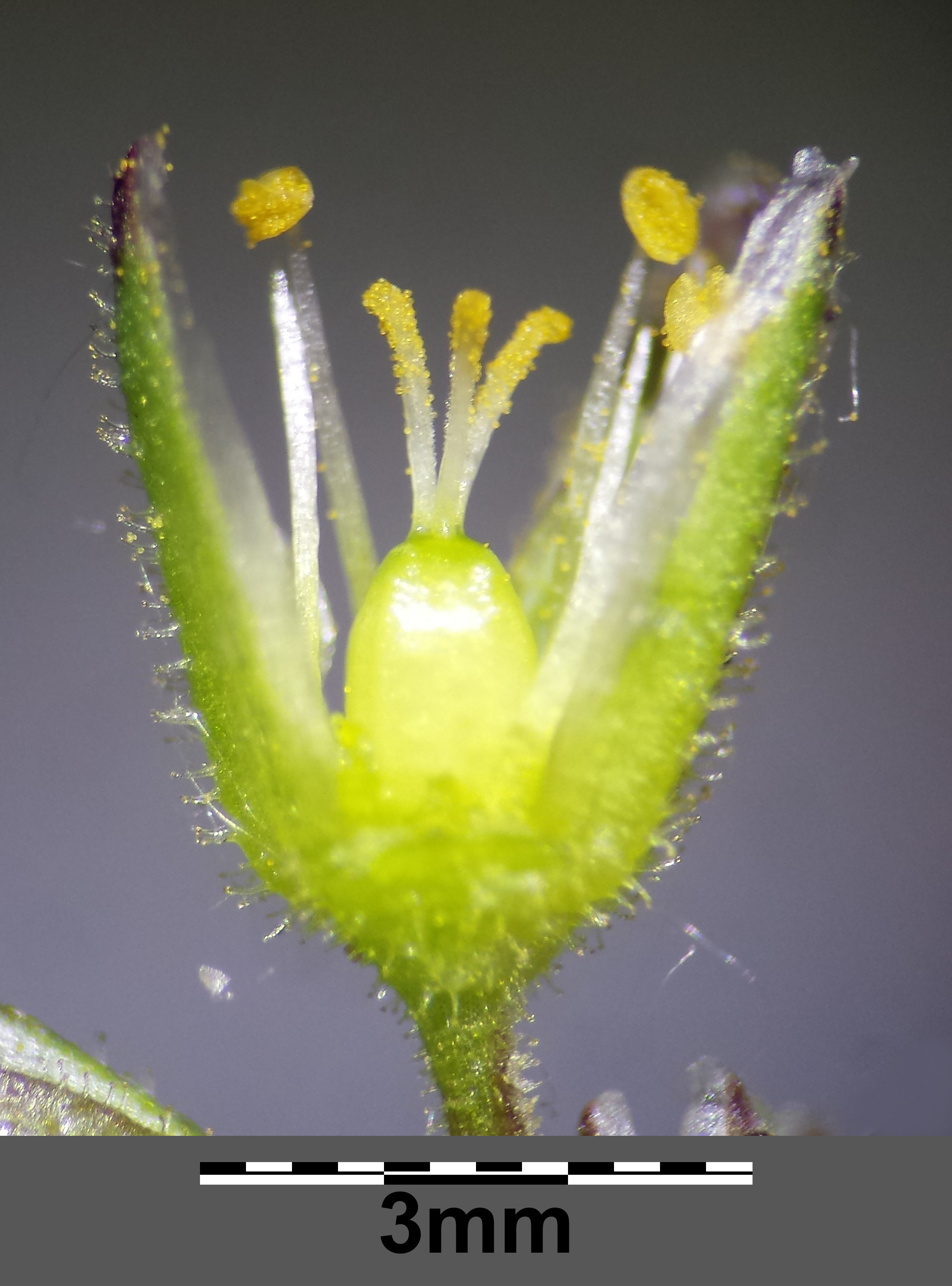
D. dubium

## Morfologia
Rośliny zielne podobne do rodzaju rogownica Cerastium. Różnią się tym, że zalążnia tworzona jest przez trzy, a nie pięć owocolistków, w konsekwencji szyjki słupka są trzy, a nie pięć. Owocem jest torebka otwierająca się 6 ząbkami, a nie 10. 

## Systematyka
Pozycja systematyczna
Rodzaj z rodziny goździkowatych (Caryophyllaceae), w którym klasyfikowany jest do podrodziny Alsinoideae i plemienia Alsineae. Zaliczane tu gatunki włączane były jako podrodzaj Dichodon do rodzaju rogownica Cerastium, co czyniło z tego rodzaju takson polifiletyczny. Analizy molekularne wykazały, że Dichodon jest grupą siostrzaną względem rodzaju mokrzycznik Holosteum, podczas gdy rodzaj Cerastium (wąsko ujmowany) jest siostrzany względem rodzaju menchia Moenchia, ewentualnie Dichodon zajmuje pozycję bazalną w obrębie tej grupy rodzajów, z kolejno oddzielającymi się rodzajami Holosteum, Moenchia i Cerastium.
Wykaz gatunków
- Dichodon alborzensis Arabi & Zarre
- Dichodon cerastoides (L.) Rchb. – rogownica trójszyjkowa
- Dichodon kotschyi (Boiss.) Ikonn.
- Dichodon persicum (Boiss.) Ikonn.
- Dichodon viscidum (M.Bieb.) Holub – rogownica lepka